# Owe Ohlsson
Sven Owe Ohlsson, né le 19 août 1938 à Hälsö, est un ancien joueur suédois de football, devenu par la suite entraîneur.

## Biographie

### En club
Il est le premier joueur de l'histoire à inscrire un quintuplé en Coupe d'Europe des clubs champions, lors de la Coupe des clubs champions européens 1959-1960, contre l'équipe nord-irlandaise de Linfield.
Au total, il joue 11 matchs en Coupe d'Europe des clubs champions, inscrivant 7 buts dans cette compétition.
Avec le club d'IFK Göteborg, il remporte un championnat de Suède. Il joue par ailleurs une finale (perdue) de Coupe de Suède avec l'AIK.

### En équipe nationale
Owe Ohlsson reçoit 15 sélections et inscrits 6 buts en équipe de Suède entre 1958 et 1964.
Il joue son premier match en équipe nationale le 7 mai 1958 contre l'équipe de Suisse et son dernier le 2 août 1964 contre la Finlande. Le 28 octobre 1962, il inscrit un doublé contre l'équipe du Danemark, à l'occasion du championnat nordique.
Il est retenu par le sélectionneur George Raynor pour disputer la Coupe du monde 1958 organisée dans son pays natal. Ohlsson ne joue toutefois aucun match dans cette compétition, où la Suède arrive jusqu'en finale, en étant battue par le Brésil.

## Palmarès

### Palmarès de joueur
| IFK Göteborg - Championnat de Suède (1) : - Champion : 1957-58. |  | AIK - Coupe de Suède : - Finaliste : 1969. |

 Suède
- Coupe du monde :
  - Finaliste : 1958.

### Source de la traduction
- (en) Cet article est partiellement ou en totalité issu de l’article de Wikipédia en anglais intitulé « Owe Ohlsson » (voir la liste des auteurs).